# Global Telecommunications System
El sistema global de telecomunicaciones (Global Telecommunications System (GTS) es una red global de transmisión de datos de meteorología desde estaciones meteorológicas, satélites y centros de predicción del tiempo.
El GTS consiste de una red integrada de circuitos "punto a punto", y multipuntos que interconectan centros de telecomunicación meteorológicos. Los circuitos de GTS se componen de una combinación de enlaces de telecomunicación terrestres y satelitales; tanto punto-a-punto, punto-a-multipuntos para la distribución de datos, multipunto-a-punto para recolectar datos, y multipuntos de doble vía. Los Centros Meteorológicos de Telecomunicaciones son los responsables de recibir los datos y reenviándolos selectivamente a los circuitos GTS. 
GTS está organizado sobre la base de tres niveles:
- La Red Principal de Telecomunicaciones (MTN)
- Las Redes Regionales Meteorológicas de Telecomunicación (RMTNs)
- Las Redes Nacionales Meteorológicas de Telecomunicación (NMTNs)

Los sistemas de satélites de recolección de datos y/o de su distribución, se integran en el GTS como elementos esenciales de los niveles globales, regionales y nacionales del GTS. 
Los sistemas de recolección de datos se operan vía satélites ambientales/meteorológicos de órbita geoestacionaria o cuasi polares, incluyendo al sistema Argos, son muy usados para recolectar datos observacionales desde plataformas de recolección de datos. Los datos marítimos también se recolectan a través de los satélites dl "International Maritime Mobile Service" y del Inmarsat. 